# Armin G. Wildfeuer
Armin Günther Wildfeuer (* 1960 in Passau) ist ein deutscher Philosoph und Hochschullehrer für Philosophie.

## Leben
Nach dem Abitur am Humanistischen Gymnasium Leopoldinum (Passau) studierte Armin G. Wildfeuer ab 1980 Philosophie, Musikwissenschaft, Christliche Sozialethik und Katholische Theologie an der Päpstlichen Universität Gregoriana in Rom als Alumnus des Pontificium Collegium Germanicum et Hungaricum (Baccalaureat und Lizentiat in Philosophie) und anschließend an der Rheinischen Friedrich-Wilhelms-Universität in Bonn (Diplom in Katholischer Theologie). Von 1981 bis 1989 war er Stipendiat der Studienstiftung des Deutschen Volkes, von 1982 bis 1989 auch Stipendiat der Bischöflichen Studienförderung Cusanuswerk. Danach war er in Bonn Wissenschaftlicher Mitarbeiter bei Hans Michael Baumgartner (1989–1993) und Wissenschaftlicher Assistent bei Ludger Honnefelder (1993–1997) am Institut für Wissenschaft und Ethik. 1994 wurde er in Bonn mit einer Arbeit zur frühen Kant-Rezeption J. G. Fichtes zum Dr. phil. promoviert. 
Seit 1997 lehrt er als Professor für Philosophie an der Katholischen Hochschule NRW (zuerst in Paderborn, ab 2004 in Köln) mit den Schwerpunkten Philosophische Ethik, Philosophische Anthropologie und Sozialphilosophie/Sozialethik. Von 2007 bis 2010 war er Dekan und von 2018 bis 2021 Studiengangsleiter des Masterstudiengangs „Innovationsmanagement in der Sozialen Arbeit“. Des Weiteren ist er seit 2006 Dozent für Philosophie im überdiözesanen Priesterseminar Studienhaus St. Lambert Lantershofen und dort seit 2024 auch Studienleiter.
Wildfeuer ist seit 2021 Berater der Kommission für caritative Fragen der Deutschen Bischofskonferenz.
Armin G. Wildfeuer engagiert sich für zahlreiche Sozialprojekte in Schulen, Kindereinrichtungen und Krankenhäuser im Heiligen Land. 2010 wurde er durch den Kardinal-Großmeister John Patrick Foley zum Ritter des Ritterordens vom Heiligen Grab in Jerusalem ernannt und am 9. Oktober 2010 in Dresden durch Erzbischof Reinhard Marx, Großprior des Päpstlichen Laienordens in Deutschland, in den Orden investiert.
Wildfeuer ist verheiratet mit Ursula Nothelle-Wildfeuer, hat fünf Kinder und lebt in Sankt Augustin.

## Schriften (Auswahl)
- Praktische Vernunft und System. Entwicklungsgeschichtliche Untersuchungen zur ursprünglichen Kant-Rezeption Johann Gottlieb Fichtes. Stuttgart 1999 (598 Seiten), ISBN 3-7728-1865-X.
- als Herausgeber mit Friedhelm Eller: Problemfelder kindlicher Entwicklung. Beiträge aus der Sicht unterschiedlicher Disziplinen. Opladen 2007 (425 Seiten), ISBN 3-938094-79-6.
- als Herausgeber mit Manfred Nicht: Person – Menschenwürde – Menschenrechte im Disput (= Arbeitsbücher für Schule und Bildungsarbeit, Bd. 5), Münster 2002 (418 Seiten), ISBN 978-3825861049.
- als Herausgeber mit Sami Adwan: Participation and Reconciliation: Preconditions of Justice, Opladen & Farmington Hills 2011 (270 Seiten), ISBN 3938094850.
- als Herausgeber mit Petra Kolmer: Neues Handbuch philosophischer Grundbegriffe, hrsg. v. Armin G. Wildfeuer und Petra Kolmer in Verbindung mit Wolfram Hogrebe, Ludger Honnefelder, Christoph Horn, Wolfgang Kluxen und Wilhelm Vossenkuhl, 3 Bde., Freiburg i. Br. (Verlag Karl Alber) 2011, ISBN 3495482229 (Lizenzausgabe: Darmstadt: Wissenschaftliche Buchgesellschaft 2013, ISBN 9783534263639) (ca. 2900 Seiten),
- „Auf der Grundlage gemeinsamer Werte“. Das Narrativ der Wertegemeinschaft und das Ethos der Europäischen Union. Köln 2019, ISBN 978-3-7616-3379-3.